# Walker Mountains
Die Walker Mountains sind ein Gebirgszug aus Berggipfeln und Nunatakkern, der sich in ostwestlicher Ausrichtung über die gesamte Länge der Thurston-Insel vor der Eights-Küste des westantarktischen Ellsworthlands erstreckt.
Entdeckt wurde das Gebirge bei einem Überflug am 27. Februar 1940 im Rahmen der United States Antarctic Service Expedition (1939–1941). Das Advisory Committee on Antarctic Names benannte es 1952 nach Leutnant William McCreary Walker (1813–1866), Kapitän des Schoners USS Flying Fish, einem der Expeditionsschiffe des US-amerikanischen Polarforschers Charles Wilkes bei der United States Exploring Expedition (1838–1842).